# David Hunt (Segler)
David Charles Gower Hunt (* 22. Mai 1934 in London) ist ein ehemaliger britischer Segler.

## Erfolge
David Hunt nahm an den Olympischen Spielen 1972 in München und 1976 in Montreal als Crewmitglied von Rudergänger Alan Warren in der Bootsklasse Tempest teil. Mit 34,4 Punkten belegten sie 1972 im Olympiazentrum Schilksee in Kiel den zweiten Platz hinter den sowjetischen Olympiasiegern Walentin Mankin und Witalij Dyrdyra und vor den US-Amerikanern Glen Foster und Peter Dean, womit sie die Silbermedaille gewannen. Vier Jahre darauf kamen Hunt und Warren bei der olympischen Regatta zwar nicht über den 14. Platz hinaus, im selben Jahr wurde er dafür mit John Oakeley in Montreal Weltmeister im Flying Dutchman.